# لوني تشابمان
لوني تشابمان (بالإنجليزية: Lonny Chapman)‏ مواليد 1 أكتوبر 1920 في تلسا، الولايات المتحدة - الوفاة 12 أكتوبر 2007 في لوس أنجلوس، الولايات المتحدة، هو ممثل وكاتب مسرحي أمريكي بدأ مسيرته الفنية سنة 1951. امتدت مسيرته الفنية لأكثر من 50 عاما. درس في جامعة أوكلاهوما.

## الأعمال
- شرق عدن
- دمية طفل
- الطيور
- الزلزال
- نورما راي

## روابط خارجية
- لوني تشابمان على موقع IMDb (الإنجليزية)
- لوني تشابمان على موقع ألو سيني (الفرنسية)
- لوني تشابمان على موقع أول موفي (الإنجليزية)
- لوني تشابمان على موقع قاعدة بيانات برودواي على الإنترنت (الإنجليزية)
- لوني تشابمان على موقع قاعدة بيانات الأفلام السويدية (السويدية)
- لوني تشابمان على موقع إن إن دي بي (الإنجليزية)
- لوني تشابمان على موقع قاعدة بيانات الفيلم (الإنجليزية)
- لوني تشابمان على موقع كينوبويسك (الروسية)